# Наседкин, Михаил Васильевич
Михаил Васильевич Наседкин (22 ноября 1929, с. Петропавловка, совр. Новосибирская область — 20 сентября 1998, Новосибирск) — советский работник промышленности, сотрудник новосибирского завода «Тяжстанкогидропресс» (1954—1989), лауреат Государственной премии СССР (1978).

## Биография
Родился 22 ноября 1929 года в селе Петропавловка современного Краснозёрского района Новосибирской области. Из крестьянской семьи.
Получил шестиклассное образование. С 1943 года работал в колхозе. После окончания в 1944 году курсов трактористов пять лет был трактористом. Затем отправлен в Советскую армию, в которой служил до 1954 года, после чего устроился на завод «Тяжстанкогидропресс»: ученик слесаря сборки тяжёлых расточных станков, с 1981 — слесарь механической сборки станочной лаборатории (отдел главного конструктора по тестированию оригинальных узлов новых станочных устройств).
Предложения Наседкина были использованы конструкторами в ряде проектов.
Похоронен на Клещихинском кладбище (квартал 8).

## Награды
Ордена «Знак Почёта» (1960), Ленина (1971) и медали.
В 1978 году за трудовые достижения получил Государственную премию СССР в составе группы специалистов.